# Сигрун Тюридюр Гейрсдоуттир
Сигрун Тюридюр Гейрсдоуттир (исл. Sigrún Þuríður Geirsdóttir; род. 1972) — первая исландская пловчиха, пересекшая вплавь Ла-Манш в одиночку (2015). Также трижды пересекла Ла-Манш в эстафете (2013, 2014, 2019). Первая женщина, пересекшая вплавь так называемый Эйясюнд — пролив между островами Вестманнаэйяр и общиной Рангауртинг-Эйстра на острове Исландия (2019). Награждена орденом Исландского сокола за достижения в плавании в море (2020).

## Биография
Родилась 3 июля 1972 года. Дочь Гейра Торстейнссона (Geir Jón Þorsteinsson; род. 19 июля 1945) и Эммы Оттоусдоуттир (Sigrún Emma Ottósdóttir). Вторая из четырёх детей. Приходится родственницей пловцу Эйольвюру Йоунссону (1925—2007), который трижды пытался пересечь вплавь Ла-Манш, но безуспешно.
Выросла в Мосфедльсбайре.
В 2001 году окончила Исландский университет, получила профессию коррекционного педагога. В 2016 году окончила там же магистратуру.

## Спортивная карьера

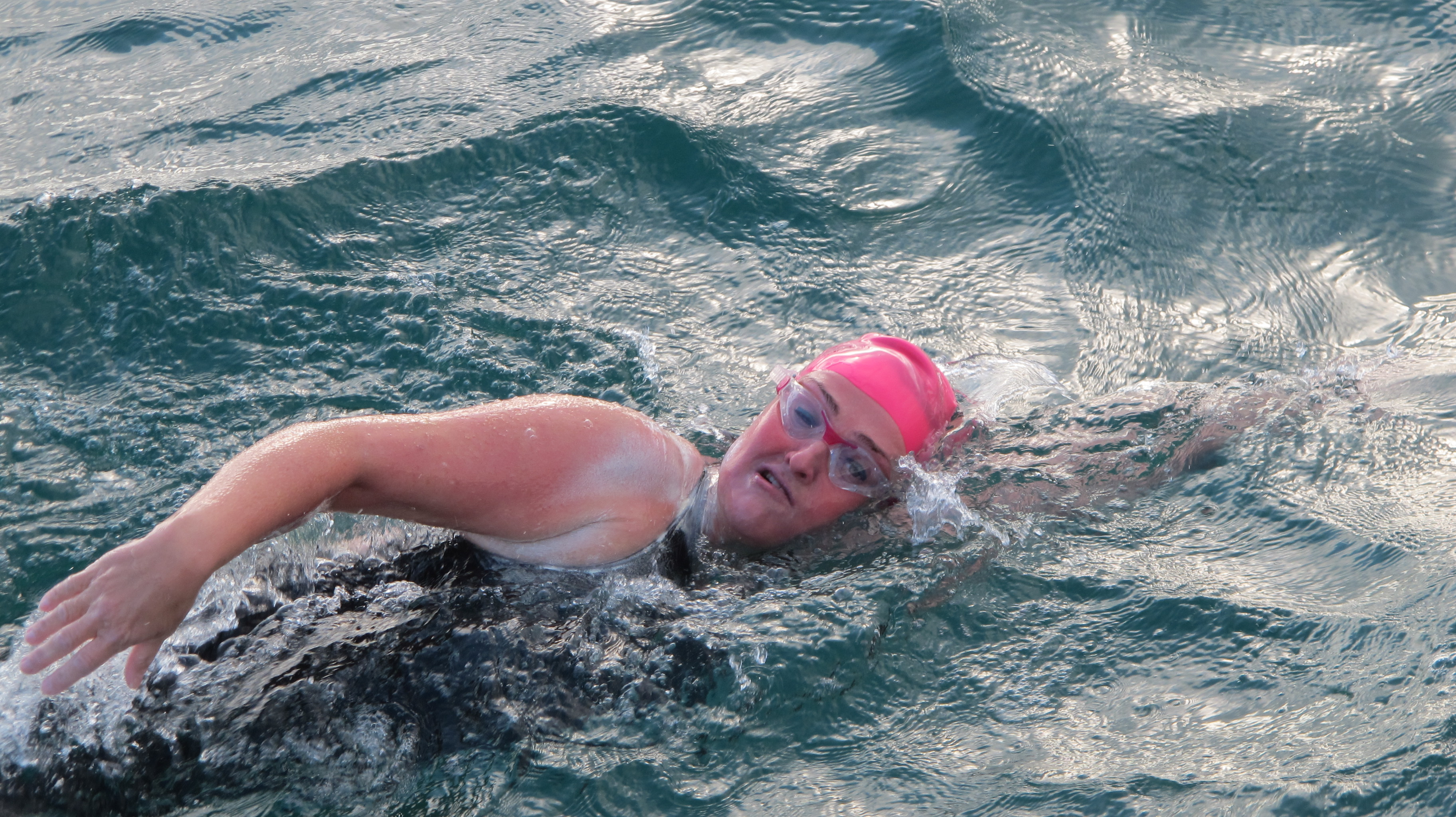
Сигрун Тюридюр Гейрсдоуттир пересекает вплавь Ла-Манш 8 августа 2015 года

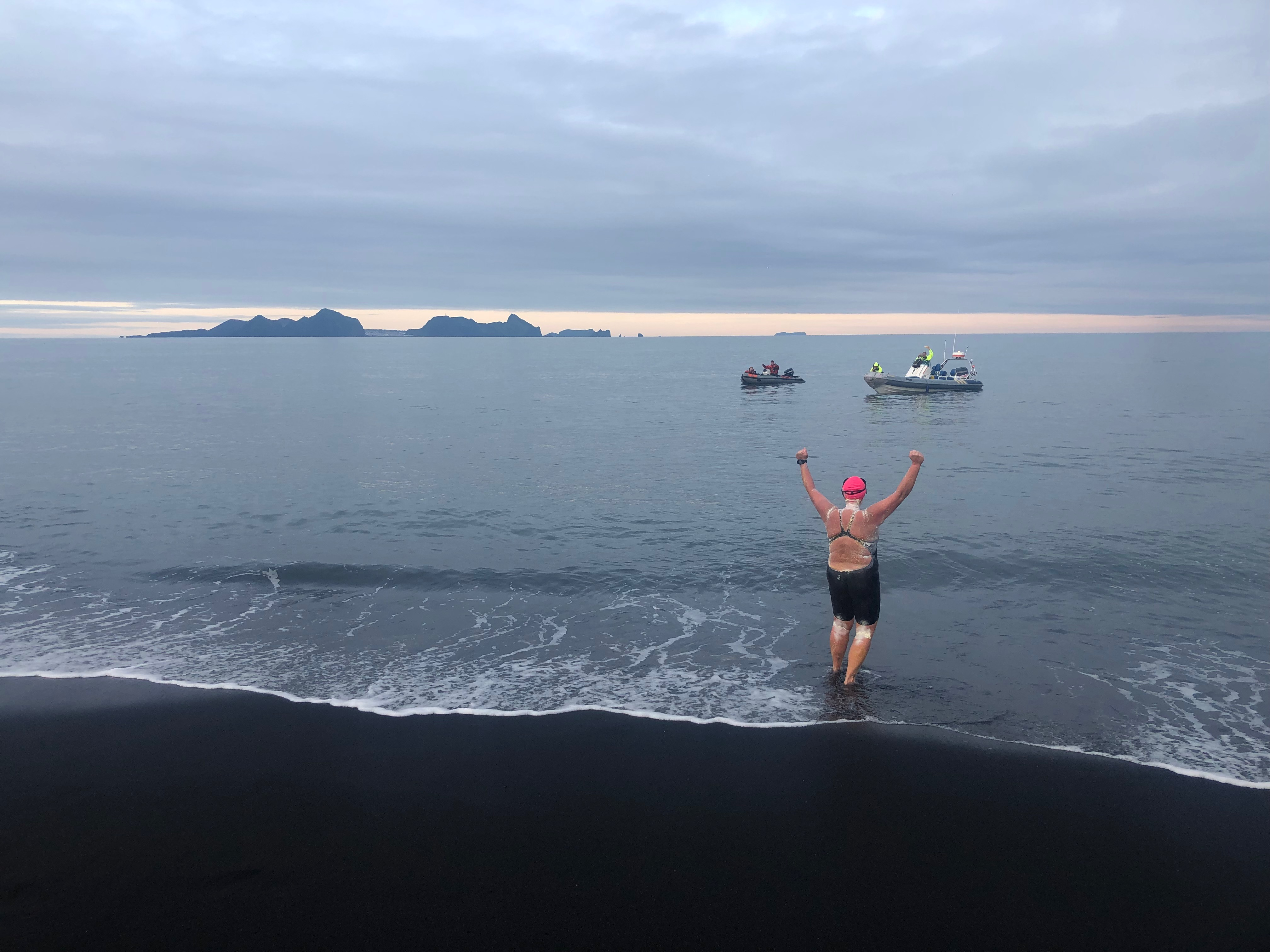
23 июля 2019 года Сигрун Тюридюр Гейрсдоуттир пересекла вплавь Эйясюнд

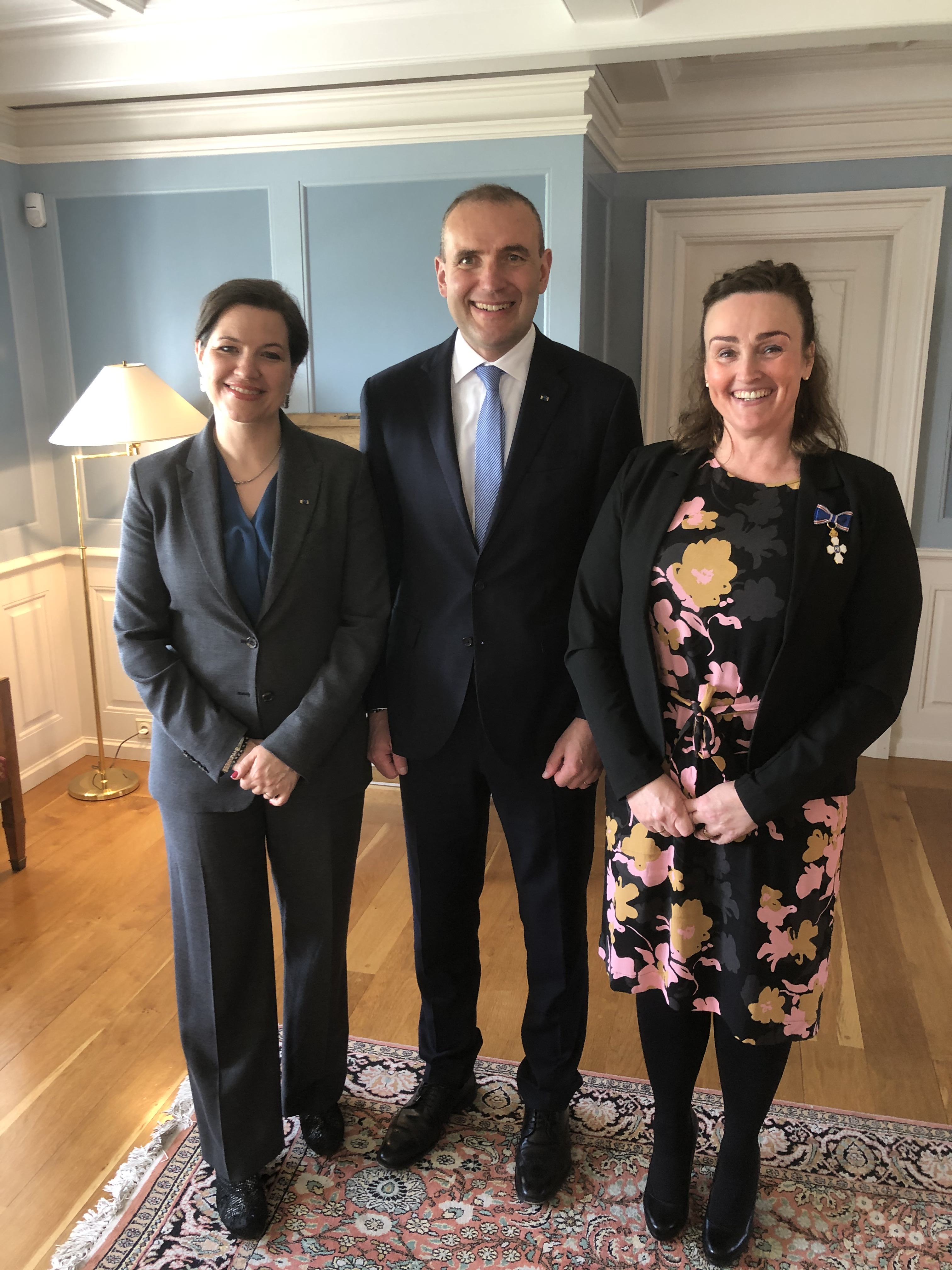
Сигрун Тюридюр Гейрсдоуттир с президентом Исландии Гвюдни Йоуханнессоном и первой леди Рид, Элиза в Национальный праздник 17 июня 2020 года

Занимается в плавательном клубе «Айир» в Рейкьявике. Пересекла вплавь различные фьорды и проливы до островов, а также в составе женской эстафетной команды «Морские коровы» (Sækýrnar) до Бессастадира, до острова Гримсей и до Акранеса. Летом 2013 года выиграла серебро на чемпионате Исландии по плаванию на открытой воде на дистанции 1 км в своей возрастной группе.
Занималась альпинизмом, совершала восхождения на пик Хваннадальсхнукюр (2110 м) и ледник Снайфедльсйёкюдль. Участвовала в соревнованиях по триатлону.
25 июня 2013 года в составе женской эстафетной команды «Морские коровы» (Sækýrnar) пересекла вплавь Ла-Манш за 19 часов 32 минуты. За пересечение получила серебряную медаль от Федерации плавания Исландии (SSÍ).
20 июля 2014 года в составе эстафетной команды Yfirliðið пересекла вплавь Ла-Манш за 13 часов 31 минуту. За пересечение получила особое признание от Федерации плавания Исландии.
8 августа 2015 года Сигрун Тюридюр Гейрсдоуттир пересекла вплавь Ла-Манш в одиночку за 22 часа 34 минуты. За пересечение получила награду имени Гертруды Эдерле от Федерации плавания и сопровождения через Ла-Манш (Channel Swimming & Piloting Federation, CS&PF).
3 августа 2017 года пересекла вплавь пролив Видейярсюнд между островом Видей и гаванью Рейкьявика шириной 4,4 км за 2 часа 7 минут.
12 августа 2017 года пересекла вплавь пролив Драунгейярсюнд между островом Драунгей и западным берегом Скага-фьорда шириной 6,6 км за 3 часа 29 минут.
Так называемый Эйясюнд (исл. eyjasund — «пролив между островами») — пролив между островами Вестманнаэйяр и общиной Рангауртинг-Эйстра шириной 10 км пересекли вплавь шесть человек. Впервые это сделал 13 июля 1959 года пловец Эйольвюр Йоунссон (1925—2007), который приходится Сигрун родственником. 23 июля 2019 года Сигрун Тюридюр Гейрсдоуттир первой из женщин пересекла вплавь этот пролив за 4 часа 31 минуту.
10 сентября 2019 года в составе женской эстафетной команды «Медузы» (Marglyttur) пересекла вплавь Ла-Манш ровно за 15 часов.  За пересечение получила вторую серебряную медаль от Федерации плавания Исландии.
В Национальный праздник 17 июня 2020 года президент Исландии Гвюдни Йоуханнессон наградил Сигрун высшей государственной наградой — рыцарским крестом ордена Исландского сокола за достижения в плавании в море.
28 июня 2020 года на канале	RÚV состоялась премьера документального фильма «Заткнись и плыви!» („Þegiðu og syntu!“), рассказывающего о Сигрун Тюридюр Гейрсдоуттир.

## Личная жизнь
В 1992 году вышла замуж за Йоуханнеса Йоунссона (Jóhannes Jónsson). У них трое детей.